# Pangenese
Pangenese is de theorie van Charles Darwin (1809-1882) over de erfelijkheid van eigenschappen waarbij deeltjes van cellen van over het hele lichaam zich samen zouden voegen om geslachtscellen te produceren. Hugo de Vries (1848-1935), die Darwin ontmoet heeft, gebruikte de term pangenen echter voor de deeltjes die zich in de cellen zouden bevinden maar, in tegenstelling tot wat Darwin voorstelde, zou elk van deze cellen volgens de Vries alle informatie voor het hele organisme bevatten. Beiden dachten, net als vele tijdgenoten en volgens de theorie van hun voorganger Jean-Baptiste de Lamarck (1744-1829), dat erfelijkheid bepaald werd door het doorgeven van verworven eigenschappen in plaats van aangeboren eigenschappen.

## Historische context

### De Grieken

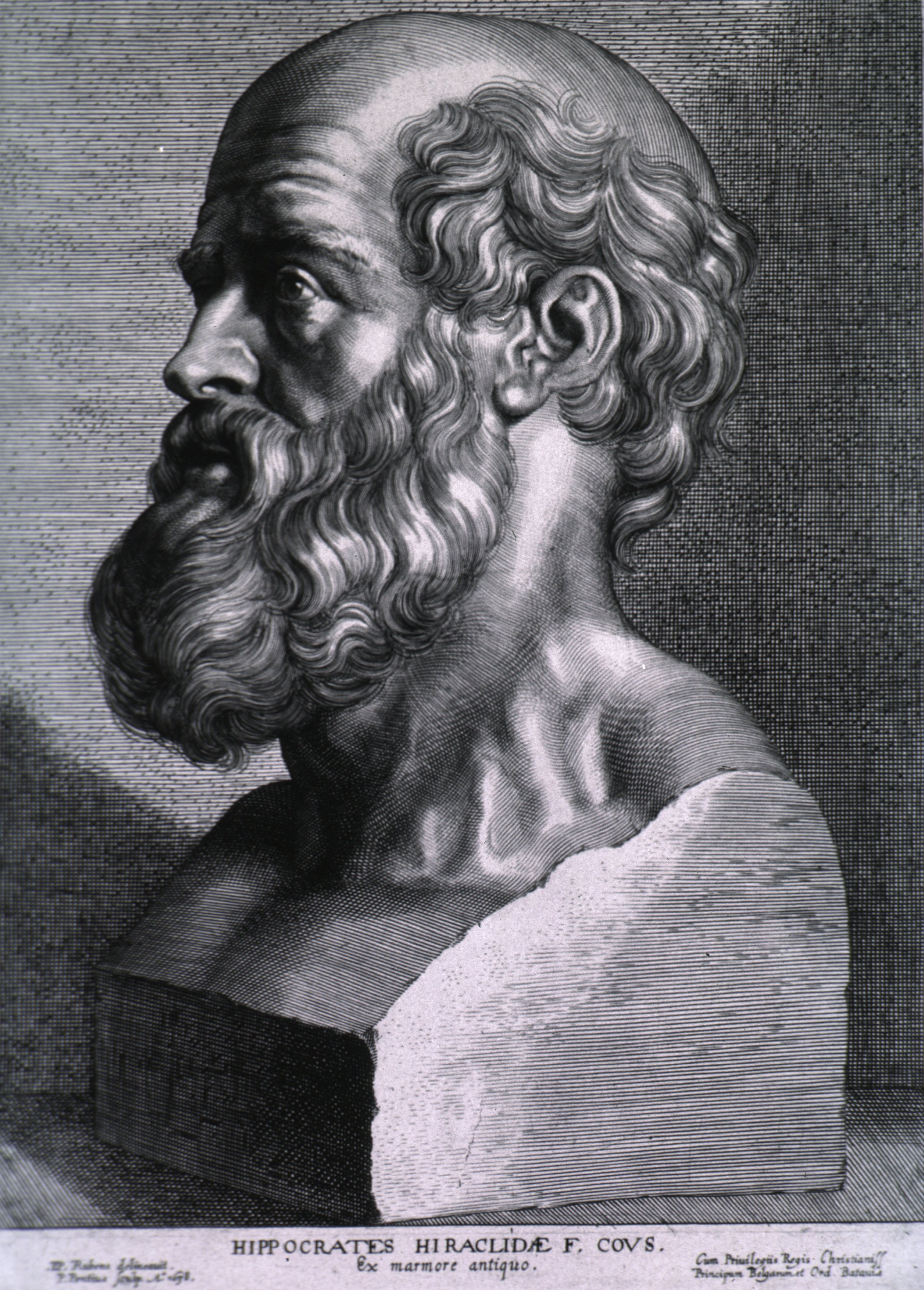
Hippocrates. Ets naar Peter Paul Rubens uit 1638

De oude Grieken beschreven al hoe pangenese tot stand zou komen. Hippocrates (460-370 v. Chr.) schrijft in de generatio (over voortplanting) dat het sperma vanuit heel het lichaam komt. Hij beschrijft welke weg dit aflegt vanaf de hersenen door het lichaam om uit te komen bij de ejaculatiekanalen. Ze wisten toen nog weinig van anatomie, maar waren Darwin ver vooruit voor wat betreft de pangenese-theorie. Hippocrates geloofde, net als velen in zijn tijd, dat erfelijkheid bestond uit het doorgeven van verworven eigenschappen en niet van aangeboren eigenschappen aan de volgende generatie. Dit komt vooral tot uiting in zijn geschriften Over lucht, water en bodem waarin hij de Langhoofden beschrijft. Bij die bevolkingsgroep uit het koninkrijk Pontus had degene met het langste hoofd het meeste aanzien. Zij kneedden bij de geboorte de nog zachte schedel van de pasgeborene om deze een langwerpige vorm te geven. Hippocrates redeneert dat het eerst deze gewoonte of dit ritueel was die deze lange schedels voortbracht, maar dat met de opeenvolgende generaties deze vervorming natuurlijk werd. Het zou daarmee een verworven eigenschap zijn.

### Gregor Mendel

Kwadraat van Punnett: Twee heterozygote erwtenplanten Bb die paars zijn, kruisen en produceren een kwart witte bloemen (bb). Hoofdletter - dominant, kleine letter - recessief

Gregor Mendel (1822-1884) is de grondlegger van de genetica. Hij bestudeerde de bloemen, de peulen en zaden van de erwt (Pisum sativum) en nam na elke generatie notitie van hun eigenschappen. Zo kruiste hij, met handmatige bestuiving, de bloemen van de erwtenplant en observeerde in hoeverre eigenschappen als de kleuren van de bloemen en van de erwten en de vorm van de erwten in de eerste, tweede en verdere generaties terugkwamen. Hij stelde daarmee vast dat bepaalde eigenschappen dominant en andere recessief waren, waarbij de recessieve eigenschap bij slechts één kwart van de nakomelingen terugkomt in het geval waarin twee heterozygoten - organismen die zowel een dominant als een recessief allel bezitten - gekruist worden. Hij had het daarbij over de overerving van elementen. De wetten van Mendel vormen de basis van de moderne genetica. Veel van zijn geschriften zijn verloren gegaan, maar een aantal waren gepubliceerd en hebben daardoor veel later, rond 1900, opnieuw bekendheid gekregen.

## Charles Darwin

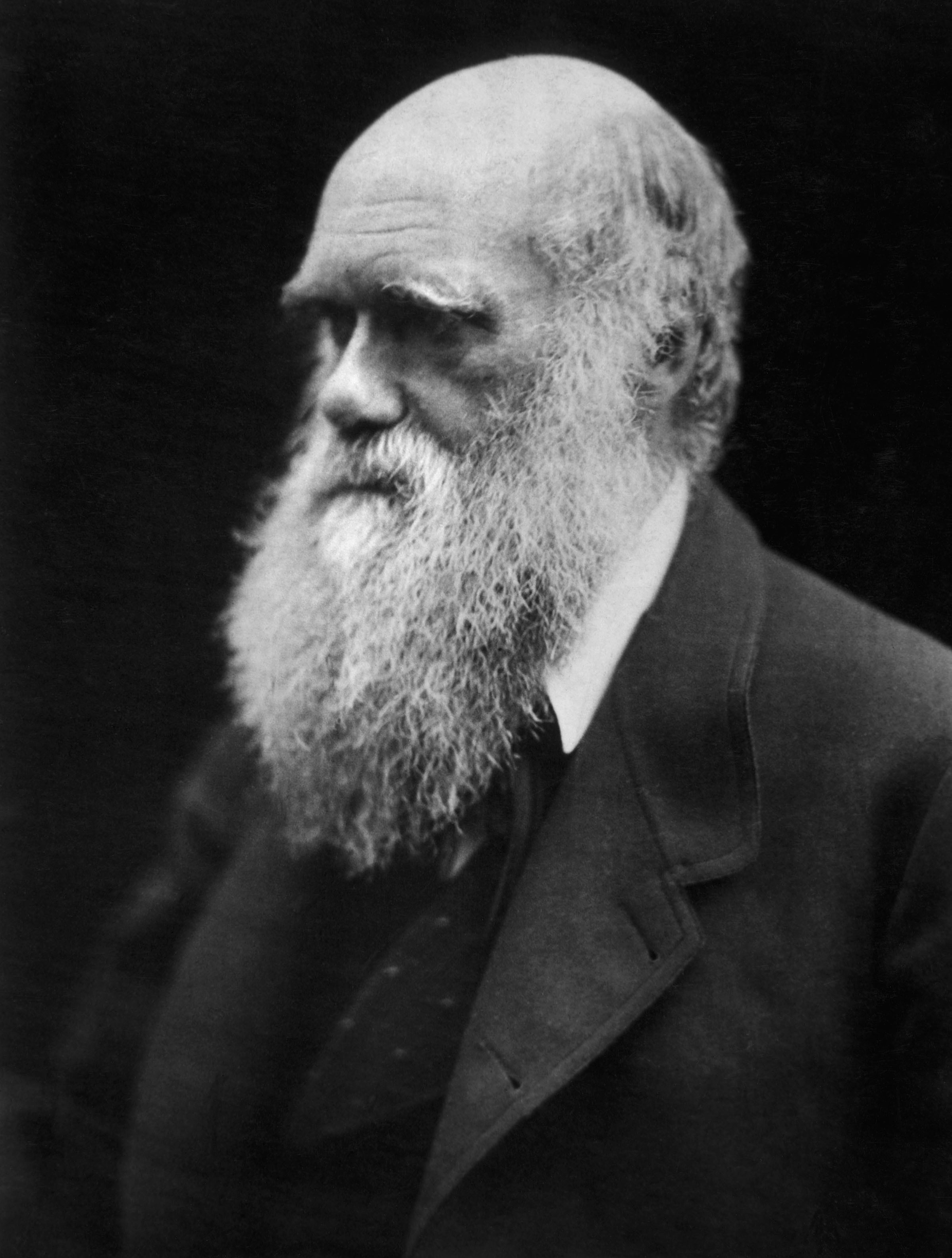
Charles Darwin gefotografeerd door Julia Margaret Cameron, 1868

Net als zijn tijdgenoten en vele Griekse filosofen vóór hen, ging ook Darwin ervan uit dat erfelijkheid bepaald werd door het doorgeven van verworven eigenschappen. Om het mechanisme daarvan te kunnen verklaren beschreef hij zijn Pangenese-theorie. Na de publicatie van De oorsprong der soorten stelde hij in zijn boek Animals and Plants under Domestication (De variatie bij dieren en planten onder domesticatie) dat gemmulae (gemmules), minuscule deeltjes die zich losmaakten van de cellen van het hele lichaam en drager zijn van de kenmerken van de cel waar ze uit voortkomen, naar de ei- en zaadcellen getransporteerd zouden worden waarbij ze de eigenschappen in de volgende generatie reproduceren. Deze gemmules hebben een hoge affiniteit voor elkaar en ze klonteren samen om knoppen of geslachtselementen voort te brengen. Strikt genomen, schrijft hij, zijn het dus niet de geslachtselementen of knoppen die nieuwe organismen voortbrengen, maar de cellen zelf van over het hele lichaam. Deze veronderstellingen vormden de voorlopige hypothese die hij pangenese noemde. Darwin's idee over het mechanisme van erfelijkheid was niet door experimenten ondersteund, zoals hijzelf ook toegaf. Hoewel Mendel en Darwin tijdgenoten waren is het niet zeker of Darwin het werk van Mendel kende.

## Hugo de Vries

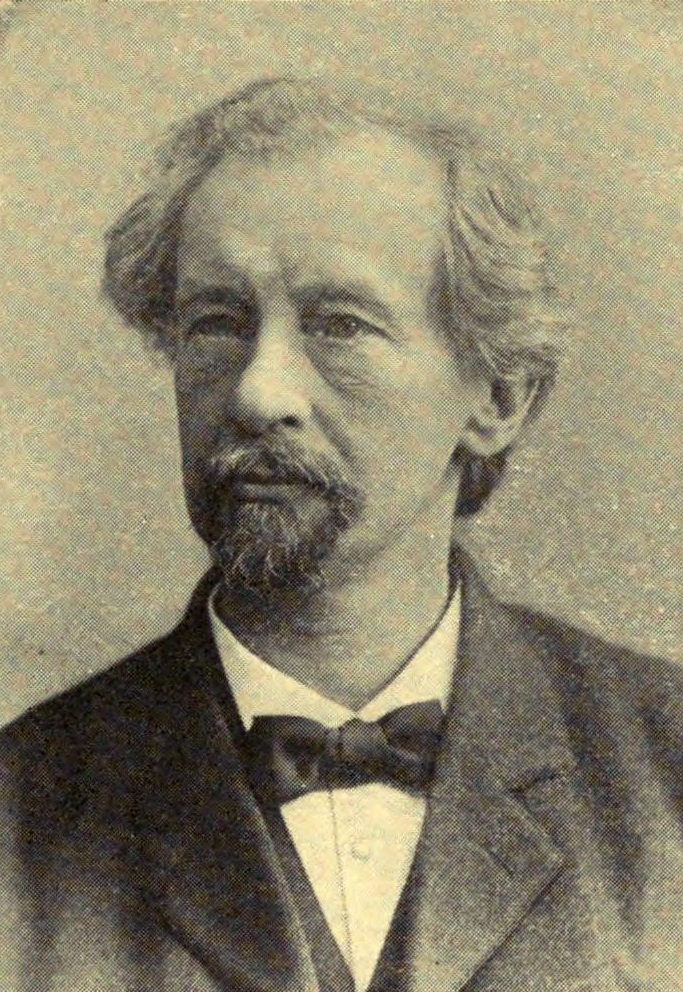
Portret van Hugo de Vries

Hugo de Vries (1848 - 1935) wist van het werk van Charles Darwin en Gregor Mendel maar was het niet met ze eens voor wat betreft de mechanismen van erfelijkheid. Hij wordt, samen met Carl Correns en Erich von Tschermak, gezien als de herontdekker van het werk van Mendel, dat in de vergetelheid was geraakt. De Vries vond het werk van Mendel niet relevant voor waar hij zelf naar op zoek was, namelijk de verandering binnen de erfelijkheid: de evolutie. Hij wilde het variatieproces doorgronden en de eigenschappen van een organisme naar eigen goeddunken veranderen ook om variëteiten met bepaalde kenmerken te verkrijgen voor de landbouw. De Vries accepteerde de evolutietheorie van Darwin, maar hij ging niet akkoord met de ideeën van Darwin over hoe eigenschappen overgeërfd werden. Hij geloofde wel in pangenen als dragers van de erfelijke informatie maar, in tegenstelling tot Darwin, dacht hij dat pangenen in alle cellen aanwezig waren en dat elke cel informatie droeg over het hele lichaam. Hij had een theorie waarbij de pangenen in een plant abrupt veranderden in een proces dat hij mutatie noemde, en bloemen die een mutatie erfden werden plotseling een nieuwe soort. Deze mutatietheorie met sprongen was anders dan het proces dat Darwin voorstond die een stapsgewijze mutatie voorstelde. In 1889 publiceerde de Vries Intracellulaire pangenesis waarvoor vanuit de wetenschap weinig belangstelling was. Hij veronderstelde dat de pangenen die in de celkern zaten latent aanwezig waren en dat ze alleen in het celplasma actief waren waar de bijbehorende eigenschap tot uitdrukking kwam. Hij verwachtte dat de pangenen op de chromosomen zouden zitten. De pangenen van de dochtercellen waren identiek aan die van de moedercel. Het verschil met Darwin's gemmules was dat de pangenen onveranderlijk waren en niet gevoelig voor de uitwendige omstandigheden. De hoeveelheid kopieën van een pangen per cel was daarentegen wel van belang en was onderhevig aan omgevingsfactoren. Deze maakten dat een plant sterker was of een intensere kleur bloemen kreeg en deze eigenschappen werden doorgegeven aan het nageslacht.

## William Bateson
Rond 1900 herontdekte William Bateson (1861-1926) Gregor Mendel en zag de overeenkomsten met zijn eigen saltationistische (sprongsgewijze) mutatietheorie. Hij was ervan overtuigd dat mutatie de belangrijkste bron voor evolutie was. Hij suggereerde het woord genetica (van het Grieks geboorte geven aan/genereren) voor het beschrijven van de wetenschap van variatie en erfelijkheid. Hij gebruikte de term voor het eerst gedurende een internationale conferentie over plantenhybridisatie in London in 1906.